# Rósxino (Stàvropol)
|  | Per a altres significats, vegeu «Rósxino». |

Rósxino (en rus: Рощино) és un poble (un possiólok) del krai de Stàvropol, a Rússia, que en el cens del 2010 tenia 845 habitants. Pertany al districte rural de Kurskaia.